# ネロ湖
ネロ湖（ロシア語: Не́ро, Nero）は、ロシアのヤロスラヴリ州にある湖である。水深は浅く富栄養化が進んでいる。面積は54.4平方kmで、長さは最大で13km、幅は最大で8km、深さは最大で3.6m。湖底には、黄土からなる腐泥が分厚く堆積している。
ネロ湖は50万年前からあったと見られ、氷期以前からの湖はロシア中央部でもネロ湖以外にはわずかしかない。
ネロ湖には二つの島がある。レフスキー島（Левский、「森の島」）とロジェストヴェンスキー島（Рождественский、「聖誕祭の島」、別名ゴロドスコイ島、Городской、「街の島」）である。これらの島は氷期以前の一枚岩でできている。
湖に流入する河川は8つ、サラ川（Сара）、イシニャ川（Ишня）、クチボシ川（Кучибош）、マジハ川（Мазиха）、ヴァルース川（Варус）、チュチェルカ川（Чучерка）、ウニツァ川（Уница）、スラ川（Сула）となっている。一方、流出する河川はヴェクサ川（Вёкса）一つであり、湖から7km先で合流しコトロスリ川を形成している。

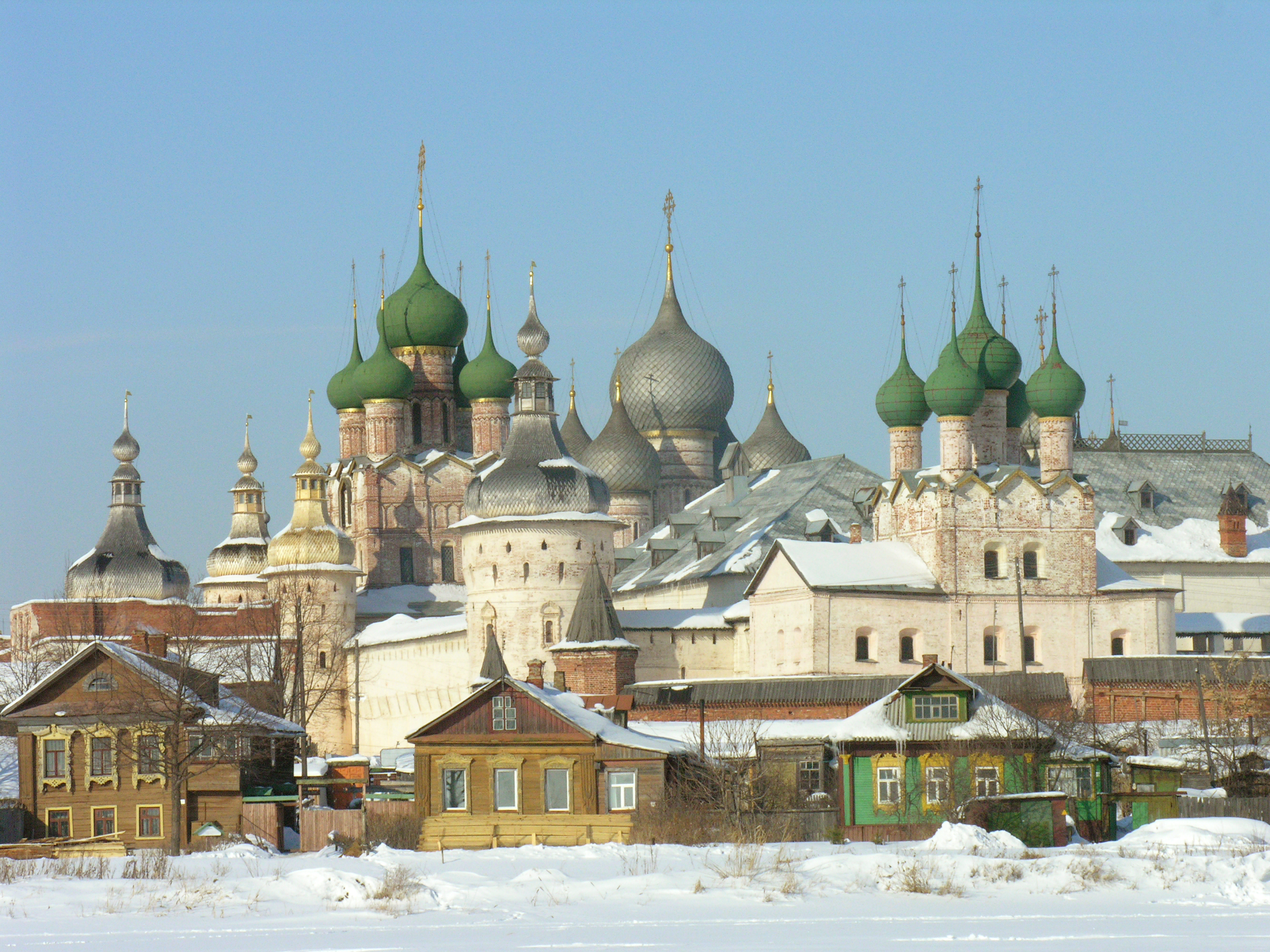
ネロ湖から見た冬のロストフ

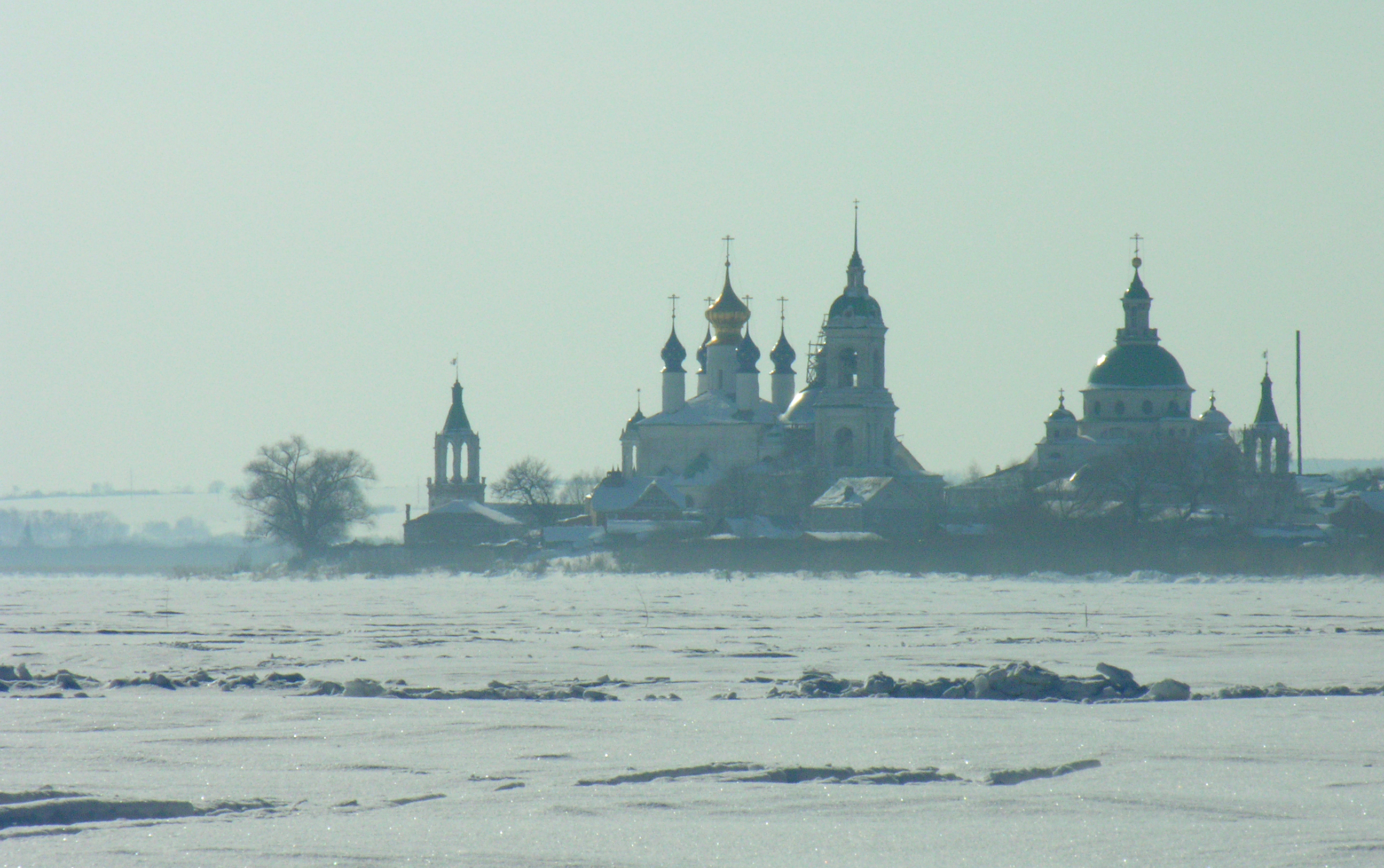
ネロ湖の氷結、後方はロストフのスパソ＝ヤコヴレフスキー修道院

ネロ湖周辺には6000年前ごろには人類が住んでいた。ネロ湖南岸にはフィン・ウゴル系の民族メリャ人がサルスコエ・ゴロディシチェ（Сарское городище, Sarskoe Gorodishche, 「サラ川の城塞」）という町を築いて都としていた。メリャ人らはこの湖をネロ（Nero、泥のたまった、湿地の）あるいはカオヴォ（Kaovo、カモメの棲む所）と呼んでいた。9世紀には東スラヴ人がこの一帯に進出し、サルスコエ・ゴロディシシェに代わるロストフの町を築いた。
ネロ湖畔には、西岸にロストフの町があるほか、いくつかの村が散在している。
座標: 北緯57度9分53秒 東経39度26分12秒 / 北緯57.16472度 東経39.43667度